# حمله ازبک‌ها به ایران (۱۶۲۹)
هنگامی که جانشینان تیمور در کشاکش قدرت با یکدیگر در خراسان و فرارود روزگار را به غفلت سپری می‌کردند، نوادگان چنگیز به فکر چنگ انداختن به سرزمین‌هایی افتادند که روزگاری اجدادشان بر آن‌ها حکم می‌راندند. یکی از این قبایل که اتحادی از طوایف بیابانگرد مغول را به‌وجود آورد، خاندان شیبانی بود که نژاد به چنگیز مغول می‌رسانید. در اواخر قرن نهم هجری قمری مقارن با ظهور سلسلهٔ صفویه در ایران، این قبایل، حکومتی به نام ازبکان در فرارود تشکیل دادند که بیش از چهار سده دوام داشت. پس از جنگ‌های متعددی که پادشاهان صفوی با ازبکان انجام دادند، در اواخر حکومت شاه عباس بزرگ، دو حکومت اصلی در بین ازبکان وجود داشت که همواره با یکدیگر و همسایگان در حال جنگ بودند: خانات خیوه در ناحیه خوارزم و خانات بخارا در بخارا و شمال خراسان بزرگ. البته روش حکومتی در این خانات به صورت متمرکز نبوده است و حکمرانان هر ناحیه‌ای درجه بالایی از خودگردانی داشته‌اند.
در اواخر حکومت شاه عباس بزرگ، در خوارزم عرب محمدخان، خان خیوه از سلسله عربشاهی حکومت می‌کرد. (سلسله عربشاهیون باز ماندگان از سلسله ایوبیان هستند) سپاهیان عرب محمدخان، فرزندانش را ضد وی برانگیختند و او به ناچار از شاه عباس یاری خواست. سرانجام عرب‌محمدخان موفق به مهار کردن این جریان نشد و بخشی از سپاه، فرزند چهارده ساله‌اش ایلبارس را به خانی برداشتند و در حدود ۱۰۳۰ ه‍.ق عرب‌محمدخان را کشتند. دیگر فرزندان او پراکنده شدند و اسفندیار سلطان به اصفهان (دربار شاه عباس) گریخت و ابوالغازی بهادرخان و شریف‌محمد به دربار امام‌قلی‌خان (خان بخارا از سلسله جانیان) در بخارا پناه بردند. سرانجام با حمایت جدّی شاه عباس، اسفندیارخان در ۱۰۳۲ ه‍.ق بر خوارزم غلبه کرد و بر مسند خانی نشست. تا زمانی که شاه عباس زنده بود، اسفندیارخان به خراسان حمله نمی‌کرد، اما پس از مرگ شاه عباس، هم خود خان خیوه و هم برادرش به خراسان حمله کردند، اما پس از مواجهه با واکنش شاه صفی، کل گناه حملات را بر گردن ابوالغازی (برادر اسفندیار) انداختند و از حملات عذرخواهی کردند. سپس ابوالغازی را دستگیر کرده و در ابیورد تحویل بیگلربیگی خراسان دادند که در همدان پیش شاه صفی بردند و ده سال در قلعه طبرک اصفهان زندانی شد.
خان بخارا از ۱۶۱۱ تا ۱۶۴۲ میلادی، امامقلی خان بود که برادرش ندرمحمد خان را به امیری بلخ برگزیده بود. پسر ندرمحمدخان، عبدالعزیز نام داشت که پس از فوت شاه عباس بارها به ایران حمله نمود. بقول واله اصفهانی، عبدالعزیز خان بیشتر از اینکه به حمام برود، به غارت خراسان می‌رفته است!
خبر آمدن ابوالغازی‌خان به سمت محب‌علی سلطان حاکم نسا و اغورلو سلطان حاکم درون و تصرف قلاع و رفتن به سمت قلعهٔ ابیورد به گوش رسید. زمان‌بیک ناظر و تفنگ‌چی آقاسی را با عساکر منصوره به آن حدود رفتند. اسفندیار سلطان برادر عبوالغازی‌خان با سپاهی به حوالی مرو رسیده پیغام‌های به عاشورخان حاکم مرو فرستاد تا شاید بتواند او را از قلعه بیرون بیاورد. بالاخره عاشورخان قلعه را به محافظان سپرده و با سپاه قزلباش به بیرون آمدند، در برابر اسفندیار خان به مبارزه پرداختند. عاشورخان در این جنگ پیروز شده، اسفندیار خان فرار کرد. ابوالغازیخان از نسا به سمت قلعه ابیورد آمد، جمشیدسلطان گرجی حاکم آنجا قلعه را استحکام داده در تدارک سپاه بود که خبر آمدن منوچهرخان حاکم مشهد و بیرام‌علی سلطان‌بیات حاکم نیشابور و احمدسلطان چگینی حاکم سبزوار رسید که خود را به ابیورد رسانیده‌اند. ابوالغازی‌خان از این خبر متزلزل شده، به سمت نسا رفت و در راه با قزلباش‌ها رو به رو شد که جنگی دیگری درگرفت.. قزلباش‌ها حملات شدید علیه وی انجام دادند که در نهایت، ابوالغازی تاب مقاومت نیاورده، فرار کرده و غنائم بسیاری به دست قزلباش‌ها افتاد. خسرو خان بیگلربیگی استرآباد و علی یارخان گرایلی خود را معرکه رسانیدند. ابوالغازی نیز به سمت خوارزم عقب‌نشینی کرد.
شاه صفی پاداشی بابت این پیروزی به تمام امرای این جنگ داد
در سال ۱۶۲۹ میلادی والی میمنه همراه اوراز بی، سردار ازبک، به ماروچاق که در دست ایرانیان بود حمله کرد. پس از دوازده روز جنگ و محاصره ازبکان به نتیجه‌ای نرسیدند و خواستند در مقابل ماروچاق یک دژ بنا کنند. در این زمان خبر رسید که فرمانده ارتش خراسان، زمان بیگ، قصد آمدن به این ناحیه را دارد که اوراز بی هزار نفر را به مقابله فرستاد. این عده شکست خوردند و بسیاری از ایشان اسیر شدند. در نتیجه، سردار ازبک به فرمانده خراسان نامه نوشت و از این حمله اظهار پشیمانی نمود و عذرخواهی کرد. شاه صفی دستور داد که اسیران را آزاد کنند و تا ۱۸ ماه صلح برقرار بود. این فرصت زمان مناسبی بود تا تعدادی از نیروهای خراسان در عقب راندن عثمانیان در ۱۶۳۰ م کمک کنند.